# Berth Lideberg
Berth Lideberg, född 1955, utbildad vid Musikhögskolan i Malmö där han tidigare varit Utbildningschef vid Musiker- och Kyrkomusikerutbildningarna. Berth Lideberg har varit lärare och verksamhetschef för musikutbildningen vid Sundsgårdens folkhögskola, Helsingborg. Han är verksam som pianist i olika sammanhang.